# The Last DJ
The Last DJ — десятый студийный альбом рок-группы Tom Petty and the Heartbreakers, изданный в 2002 году.

## Об альбоме
Песни «Money Becomes King», «Joe», «Can’t Stop the Sun» и собственно «The Last DJ» содержат резкую критику жадности крупных лейблов и музыкальной индустрии в целом. Последняя достигла 22-го места в чарте Mainstream Rock, а сам альбом — 9-го в Billboard 200. Помимо всего прочего, The Last DJ знаменует возвращение в группу басиста Рона Блэра, который заменил собственную замену — Хоуи Эпштейна. Блэр записал в The Last DJ несколько басовых партий, а на следующем альбоме появился уже в качестве полноценного участника.

## Список композиций
Слова и музыка всех песен — Тома Петти, за исключением «Blue Sunday» и «Can’t Stop the Sun» — Петти в соавторстве с Майком Кэмпбеллом.
| №   | Название                  | Длительность |
| --- | ------------------------- | ------------ |
| 1.  | «The Last DJ»             | 3:48         |
| 2.  | «Money Becomes King»      | 5:10         |
| 3.  | «Dreamville»              | 3:46         |
| 4.  | «Joe»                     | 3:15         |
| 5.  | «When a Kid Goes Bad»     | 4:56         |
| 6.  | «Like a Diamond»          | 4:32         |
| 7.  | «Lost Children»           | 4:28         |
| 8.  | «Blue Sunday»             | 2:56         |
| 9.  | «You and Me»              | 2:57         |
| 10. | «The Man Who Loves Women» | 2:53         |
| 11. | «Have Love Will Travel»   | 4:05         |
| 12. | «Can’t Stop the Sun»      | 4:59         |

## Участники записи
The Heartbreakers:
- Том Петти — вокал, гитара, фортепиано, укулеле, бас-гитара
- Майк Кэмпбелл — гитара, бас-гитара
- Бенмонт Тенч[англ.] — фортепиано, орган, клавишные
- Скотт Терстон[англ.] — гитара, слайд-гитара, укулеле, бэк-вокал
- Стив Ферроне[англ.] — ударные
- Рон Блэр[англ.] — бас-гитара

Приглашённые музыканты:
- Ленни Кастро — перкуссия
- Джон Брайон — оркестровая аранжировка
- Линдси Бакингем — бэк-вокал («The Man Who Loves Women»)